# Club Deportivo ESPOLI
Il Club Deportivo ESPOLI è una società calcistica di Quito, Ecuador. Dopo essere retrocesso dalla Primera Categoría Serie B nel 2016, nel 2017 milita nella Segunda Categoría, il terzo livello del campionato nazionale.
Fondato il 5 febbraio 1986, il club è di proprietà dell'Escuela superior de policía (ESPOLI), un dipartimento di polizia di Quito. Il migliore risultato che la società ha raggiunto nel corso della sua storia è stato il 2º posto conquistato nel 1995. Il risultato ha permesso loro di partecipare alla Coppa Libertadores 1996.

## Palmarès

### Competizioni nazionali
- Primera Categoría Serie B: 2

1993, 2003

### Altri piazzamenti
- Primera Categoría Serie B:

Secondo posto: 2007